# Caroline Lennox
Caroline Lennox (1723. március 27. – 1774. július 24.) Charles Lennox (Richmond 2. hercege) és Sarah Cadogan első gyermeke. Dédapja maga II. Károly angol király volt. 1744-ben megszökött, szülei tiltása ellenére házasságot kötött Henry Foxszal, egy angol parlamenti képviselővel, aki 18 évvel idősebb volt nála. Frigyükből négy fiuk született:
- Stephen Fox (1745. február 20. – 1774. december 26.), 1766. április 20-án nőül vette Mary FitzPatricket
- Charles James Fox (1749. január 24. – 1806. szeptember 13.), 1795. szeptember 28-án nősült meg, Elizabeth Armistead-et (1750. július 11 - 1842. július 8.) vette feleségül
- Henry Edward Fox (1755. március 4. – 1811. július 18.), 1786. november 14-én feleségül vette Marianne Claytont, aki három örököst adott neki, Louisa Ameliát, Henry Stephent és Caroline-t.
- egy halva született fiú?

A házaspár a kensingtoni Holland Házban rendezkedett be, s végül ez lett végleges otthonuk. 1750 augusztusában Caroline apja, egy évre rá pedig anyja is meghalt. Apja a végrendeletében nem a legidősebb nővért, Caroline-t, hanem Emilyt jelölte ki három kiskorú leánya, Louisa, Sarah és Cecilia gyámjául, ami nagy törést jelentett Caroline és kedvenc húga, Emily testvéri kapcsolatában. Caroline jogtalannak érezte néhai apjuk döntését, ő szerette volna felnevelni három kishúgát. Megsértődött Emilyre, aki Írországba költöztette a gyermekeket, és felnőtté válásukig anyjuk helyett anyjuk volt. 
1762. május 3-án Henry Fox lett Holland 1. bárója, Caroline pedig Holland 1. bárónéja, 1763. április 17-én pedig a férfi elnyerte a Foxley bárója címet is.
Caroline 1774. július 1-jén özvegyült meg, miután férje stroke-ot kapott és rövid idő múlva elhunyt. 23 nap múlva az asszony követte hitvesét a sírba. 51 évet élt.